# سمیه آی‌دوغان
سمیه آی‌دوغان (انگلیسی: Sümeyye Aydoğan؛ زادهٔ ۲ آوریل ۱۹۹۹) بازیگر، خواننده و مدل اهل ترکیه است. وی از سال ۲۰۲۰ میلادی تاکنون مشغول فعالیت بوده‌است.
از فیلم‌ها یا برنامه‌های تلویزیونی که وی در آن نقش داشته‌است می‌توان به پرنسس بدون تاج اشاره کرد.